# ワート (小惑星)
ワート (2044 Wirt) は火星横断小惑星である。カール・ワータネンがカリフォルニア州のリック天文台で発見した。
アーノルド・クレモラの提案により、発見者自身に因んで名付けられた。
2005年12月8日から29日にかけて行われた光度曲線観測によって衛星が発見され、翌年1月6日に公表された。仮符号 S/2005 (2044) 1 を持つ衛星の直径は2 km程度で、主星から16 kmほど離れて 18.97 ± 0.01 時間の周期で公転しているとみられる。